# Верккосаари
Верккоса́ари (Верко-сари, Веркко-саари, Веркко-сари, Верккосари; фин. Verkkosaari — «Остров сетей») — небольшой остров в Ладожском озере. Территория принадлежит Лахденпохскому району Республики Карелия, Россия.

## География
Остров Верккосаари расположен в северо-западной части Ладожского озера, в группе островов, находящихся на некотором удалении от берега Лахденпохского района и именуемых Западным архипелагом. Верккосаари — самый южный из островов архипелага. Расстояние до группы островов Хейнясенмаа (на север) — от 5 (до небольшого острова Мунатсулуото) до 5,7 (до главного острова Хейнясенмаа) км. В 13 км северо-восточнее — крупный остров Воссинансаари. Расстояние до ближайшего берега (посёлок Сторожевое, Приозерский район Ленинградской области) — около 18 км на юго-запад. Расстояние до карельского берега — 19 км на северо-запад.
Остров вытянулся с запада на восток на 1,1 км, ширина до 0,5 км. Ландшафт — среднетаёжный восточноевропейский равнинный (низменный). Западная часть острова, более возвышенная (высоты свыше 16 м), покрыта лесами. Восточная часть острова, напротив, более низменная (высоты до 10,7 м), значительная растительность отсутствует. Восточная оконечность Верккосаари — скалы, южные и западные берега — обрывистые. Над обрывом на юго-западном мысе острова стоит маяк.

## История
Согласно данным историка XIX — начала XX века Петера Теодора Швиндта, занимавшегося этнографическими и археологическими исследованиями на Карельском перешейке, на острове Верккосаари была спрятана казна средневекового русского города Корела (Швиндт именует его по-фински — Кякисалми). Запись о месте захоронения сокровищ содержалась в монастырских книгах монастыря Ройтсан — под этим названием, вероятно, следует понимать православный Троицкий Сенной монастырь, существовавший в XV—XVII веках на острове Хейнясенмаа (что в переводе на русский — «сенная земля»). Ройтсан здесь — видоизменённое в финском языке слово «Троица», «Троицкий». Найти клад не представляется возможным, так как монастырь сгорел, а вместе с ним и всего его книги. Утрату книг следует относить либо к осени 1580 года, когда в ходе завершающего этапа Ливонской войны шведские войска захватили Корелу и Корельский уезд и, вероятно, разорили обитель, либо к 1611 году, когда возобновлённый ещё в 1592 году (то есть, до Тявзинского договора 1595 года, вернувшего Корелу Русскому царству) монастырь был, скорее всего, вновь захвачен шведами, вместе с Корелой (в период Смутного времени).
На топографических картах середины XIX века Верккосаари обозначался как остров Серка. Однако финское название — Werkkosaari — также употреблялось. Верккосаари переводилось с финского как «остров сетей». К 1940 году остров был покрыт лесом и, по-видимому, необитаем.
В начале Великой Отечественной войны Верккосаари был одним из пунктов обороны советских войск на островах Ладожского озера. Центральным узлом обороны был остров Рахмансари, на Верккосаари и Хейнясенмаа размещалось до 60 человек обороняющихся. 7-10 сентября 1941 года в результате ожесточённых боёв, несмотря на переброску подкреплений с Хейнясенмаа, Верккосаари и Валаама силами Ладожской военной флотилии, Рахмансари был захвачен финским десантом. По состоянию на январь 1944 года на острове Верккосаари имелся причал, недалеко от которого оказалась выброшена на скалы финская баржа «DORIS» (до недавнего времени её останки ещё сохранялись на острове).
После окончания войны на Верккосаари, как и на ряде других островов Западного архипелага, расположились военные объекты, развалины которых до сих пор обнаруживаются на острове (наблюдательный пункт, окопы, стрелковые ячейки и орудийные дворики, бетонные бункеры). В связи с тем, что на островах соседнего архипелага Хейнясенмаа проводились радиоактивные испытания, Верккосаари также иногда относят к зоне радиоактивного загрязнения островов Ладожского озера, встречаются утверждения, что на Верккосаари производились взрывы боевых радиоактивных веществ (БРВ). Однако замеры радиационного фона показывают, что остров Верккосаари загрязнение обошло стороной.

## Заказник
C 27 февраля 1996 года остров Верккосаари относится к территории государственного комплексного природного заказника регионального значения «Западный архипелаг», согласно постановлению Председателя Правительства Республики Карелия В. Н. Степанова № 160 «О создании государственного комплексного природного заказника регионального значения „Западный архипелаг“ на Ладожском озере в Лахденпохском районе Республики Карелия». Верккосаари является, на сегодняшний день, одним из 5 участков заказника. В границы охраняемой территории включён как сам остров, относящийся к Оппольскому лесничеству Лахденпохского лесхоза, так и прилегающая полоса акватории Ладожского озера шириной 2 км.
Согласно режиму природопользования, посещение Верккосаари, как и острова Ялаянсари, также входящего в состав заказника, запрещено с 25 апреля по 1 июля, в сезон размножения водоплавающих и околоводных птиц. Видовой состав птиц острова является специфическим для Верккосаари как в рамках заказника, так и в пределах всего Ладожского озера:
- серебристая чайка (типична для Ладожского озера);
- сизая чайка (типична для Ладожского озера);
- клуша (типична для Ладожского озера);
- полярная крачка (необычна для пресных водоёмов)[19].